# Fosterställning

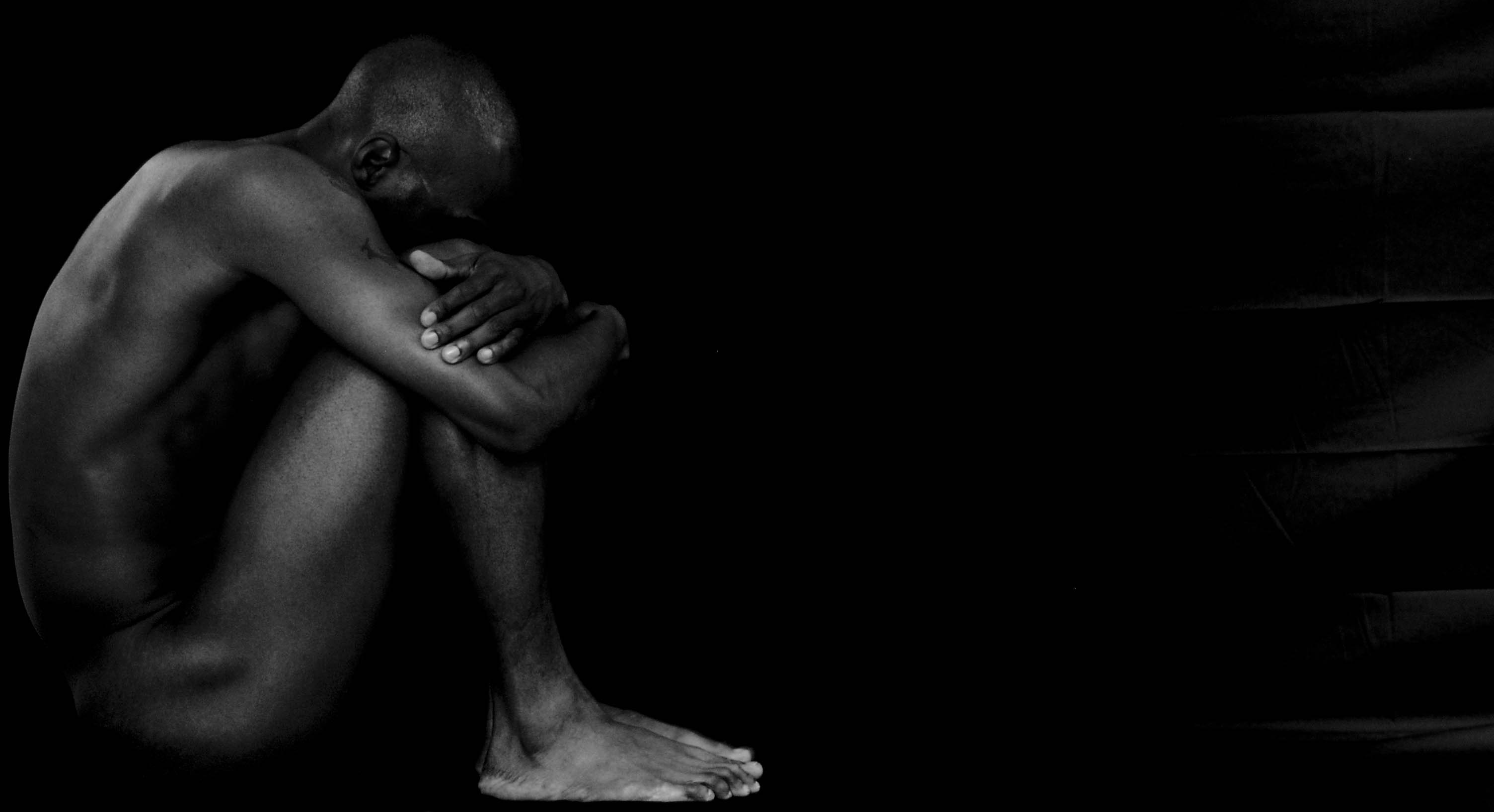
En vuxen människa sittande i fosterställning.

Fosterställning är den hopkrupna ställning, med benen böjda och låren mot bröstkorgen, som ett foster har i livmodern, åtminstone mot slutet av graviditeten.
Ibland används detta som en försvarsmekanism hos människor eftersom ställningen skyddar huvudet. Det är också starkt associerat till psykiska trauman där en person vill skärma sig från omvärlden och återgå till ett tryggt tillstånd.